# José María Lumbreras
José María Lumbreras (Tudela, 6 gennaio 1961) è un allenatore di calcio ed ex calciatore spagnolo, di ruolo centrocampista.

## Carriera

### Giocatore
Dopo aver disputato 2 stagioni nella seconda serie spagnola ed aver conquistato una promozione in massima serie con l'Osasuna nella stagione 1979-1980, giocò 425 partite nella Primera División spagnola nell'arco di 16 campionati consecutivi.

### Allenatore
Dal 2007 al 2013 ha allenato nel Tudelano, con cui ha anche conquistato una promozione dalla quarta alla terza serie spagnola.

## Palmarès

### Allenatore

#### Competizioni nazionali
- Tercera División (Spagna): 2

Tudelano: 2009-2010, 2010-2011